# میسون‌بورو (کارولینای شمالی)
میسون‌بورو (به انگلیسی: Masonboro) یک منطقهٔ مسکونی در ایالات متحده آمریکا است که در شهرستان نیو هانوفر، کارولینای شمالی واقع شده‌است. میسون‌بورو ۱۷٫۲ کیلومتر مربع مساحت و ۱۱٬۸۱۲ نفر جمعیت دارد و ۷ متر بالاتر از سطح دریا واقع شده‌است.